# Mannéens

Mannéens et Musasir, entre Urartu et Assyrie, vers 750 av. J.-C.

Les Mannéens (nom biblique Minni ou encore Mannaï) étaient un peuple établi dans l'ouest de l'actuel Azerbaïdjan iranien, au sud-est de la dépression lacustre d'Orumieh, près de l’actuelle ville de Mahabad et vers le sud-ouest de la mer Caspienne, du Xe siècle av. J.-C. au VIIIe siècle av. J.-C.

## Histoire

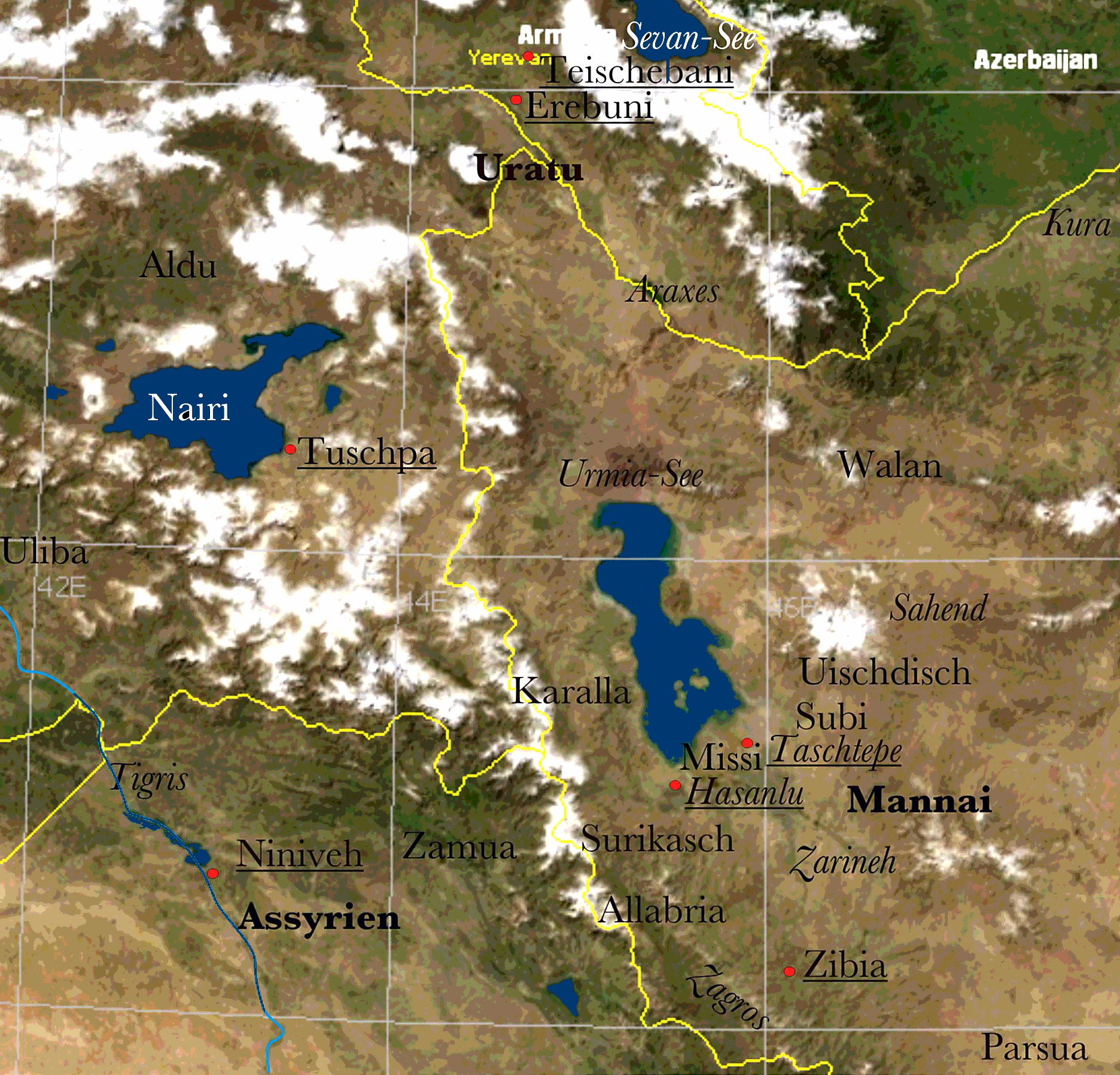
Les Mannéens dans leur contexte.

L'époque des Mannéens s'étend du Xe siècle av. J.-C. au VIIIe siècle av. J.-C. En effet, ils sont évoqués la première fois en 843 dans les annales de du roi Salmanasar III et pour la dernière fois, dans celles de Ursâ II, roi d'Urartu et d'Assarhaddon  roi d'Assyrie. Dans la deuxième moitié du IXe siècle av. J.-C. émerge le royaume des Mannéens. Jusqu'au VIIIe siècle av. J.-C., il se renforce et à son apogée vers 800 av. J.C., le royaume s'étend jusqu'aux rives du fleuve Koura.
Mais, voisins des empires Assyrien et d'Urartu, ainsi que d'autres petits États, comme Musasir et Zikirta au Nord, les confrontations affaiblissent les Mannéens.
Après l'arrivée au pouvoir de Tiglath-Phalasar III (744-727 av. J.-C.) en Assyrie, Iranzu, roi de Mannea, devient son vassal en 744 av. J.-C. La présence assyrienne permanente sur les flancs du Zagros, avec les provinces de Parsua et de Bit-Hamban, et au sud la province de Mazama, consolide l'importance des Mannéens dans la région, même si ces derniers doivent payer un lourd tribut en chevaux, bœufs et moutons. À leur apogée, leurs frontières  s'étendent jusqu'à la Koura.
Mais de l'autre coté grandit l'empire d'Urartu. Cela provoque des dissensions, une partie des gouverneurs mannéens, menés par Mitatti, gouverneur de Zikirtu, veut s'allier à cette nouvelle puissance, et fait sécession en choisissant Parda comme siège du pouvoir.
C'est alors que Sargon II, devient roi de Babylone. L'Assyrie doit enclencher les hostilités avec l'Urartu pour ne pas disparaitre. C'est le moment que Mitatti choisit pour se rebeller contre Iranzu, mais Sargon pacifie le royaume des Mannéens une première fois en 719 av. J.-C. : il se porte au secours de son allié, le roi mannéen Iranzu, menacé par Ursâ, roi d'Urartu. Iranzu meurt au cours de ces troubles. Sargon laissera alors Mitatti à la tête de la Province, contre la vente de chevaux, dont il a cruellement besoin.
Peu de temps après, Bagdatti d'Uisdis et Metatti de Zikirtu, « grands gouverneurs du pays des Mannéens » se soulèvent cette fois contre Azâ, fils et successeur d'Iranzu, et mettent son armée en déroute. Azâ est tué et son cadavre laissé sans sépulture. Sargon intervient une seconde fois : il fait écorcher vif Bagdatti et l'expose à l'endroit où le corps d'Azâ avait été abandonné. Ullusunu, frère et successeur d'Azâ, noue alors des intrigues avec Ursâ et se révolte. Sargon exerce des représailles en pays mannéen, et Ullusunu se soumet en 716 av. J.-C.. Dans une inscription découverte dans le palais de Dur-Sarrukin à Khorsabad, datée de la sixième année de son règne, parlant du rebelle mannéen Ulusunu, Sargon déclare : « Izirtu, sa cité royale, Zibiè et Armaid, ses puissantes forteresses, je les ai prises et je les ai incendiées ». En 715 av. J.-C., nouvelle intervention : Sargon reprend 22 forteresses enlevées par Ursâ aux Mannéens. Après cette pacification, le royaume mannéen fut vaincu par Rusa II, roi d'Urartu. Lors de la construction d'un nouveau temple dans sa capitale, ce dernier évoque y avoir employé « d’habiles artistes mannéens ». Le peuple mannéen survit donc à ces troubles.
Il s'ensuivit une période faste durant le VIIe siècle av. J.-C.  aux dépens des Assyriens et de l'Urartu, auxquels ils tiennent tête.
À Ullusunu succède Ahşeri, qui entre en conflit avec Assarhaddon. Assurbanipal (668 - vers. 638 av. J.-C.) déclare la guerre aux Mannéens en 663 av. J.-C.. Une révolte éclate et Ahşeri est mis à mort par ses sujets. Ualli, son fils, se soumet à Assurbanipal. Selon les Chroniques Babyloniennes, il vient soutenir les Assyriens contre Nabopolassar en 616 av. J.-C., mais sans grand succès, puisque Ninive est prise.
Les Mannéens furent définitivement absorbés par les Scythes et surtout les Mèdes, lors de l'établissement du premier gouvernement sur le plateau azerbaïdjanais par la dynastie Mède vers 590 av. J.-C..

### Chronologie des souverains manéens
- vers 829- ??? avant J.C. Ualki (Udaki)
- vers 740-719 avant J.C. İranzu
- vers 718-716 avant J.C. Azâ
- vers 716-680 avant J.C. Ullusunu
- vers 675-650 avant J.C. Ahşeri
- vers 650-630 avant J.C. Ualli

## Langage
Les origines ethniques et les affinités linguistiques des Mannéens sont incertaines. Ils sont parfois considérés comme n'étant pas d'origine indo-européenne ; cependant, certains historiens voient des similarités entre les Mannéens et certains groupes indo-iraniens comme les Scythes. Les mannéens pourraient être une branche des Hourrites (Khurrites) : selon l'examen des noms de localités ou des noms des personnes relevées dans le écrits assyriens et Urartiens, les Mannéens, du moins leurs dirigeants, auraient parlé un langage hourrite, langage non sémitique mais aussi non indo-européen, parent de l'urartien, et sans aucun lien avec les langages postérieurs.

## Civilisation
Historiens et archéologues s'accordent à reconnaitre en eux les héritiers des peuples des pays d'Aratta, Gutti (Kuti), Lullu (Lullubi), Turukki et Su (Subar) autour du lac d'Urmieh. De ces structures tribales ont émergé des cités-États correspondants, ayant abouti à la formation de l’État de Manna.
Les Mannéens ont constitué une des plus anciennes structures étatiques pluralistes dans cette région, avec une culture politique relativement libérale. Le souverain de l’État Mannéen est le ianzi ou yanzi, un mot signifiant « personne dirigeante » en langue hourrite. Son pouvoir est effectivement contrebalancé par un "conseil d'anciens". Dans les échanges épistolaires diplomatiques avec les puissants de la région, il ne s'adresse pas personnellement, mais avec ses « patriciens, anciens et conseillers de son pays ».
Des fouilles commencées en 1956 ont permis de mettre au jour la ville fortifiée de Hasanlu d'abord tenue pour leur capitale, mais celle-ci se nommait Izirtu (de) (Zirta), peut-être est-ce le site de Qalaichi près de Bukân. Il pourrait s'agir aussi du village de Kaplantu, adossé à une montagne, comme le sont Persépolis et Hamadhan, avec devant elle une large vallée fertile, surveillée par Zibiè, l'épais massif rocheux traversé par une route facilement défendable par la seconde « puissante forteresse », Armaid, peut-être au col, vers Ashab et celle d'Usqaia, localisée à Osku à l'est du lac d'Urmieh, en Iran.
Cette civilisation a révélé maitriser l'élevage, notamment des chevaux, le travail du lapis-lazuli, et l'hydrologie, comme le prouvent de très nombreux ouvrages hydrauliques  en surface, avec des parties souterraines. En revanche, il n’y a jusqu'ici pas de preuve de l’existence de qanåts. Bons cavaliers, ils sont d'excellents éleveurs de chevaux. Les annales de l'Assyrien Sargon II font allusion à d'excellents chevaux en provenance du mont Zagros, en pays des Mannéens : « un messager du roi Mannéen m'a apporté un cheval en cadeau, et salué de la part du roi des Mannéens. Je l'ai vêtu de pourpre et j'ai mis un bracelet d'argent à son poignet ».